# Бюджет
Бюджетът (от английски: budget) е формално писмено изявление, списък с всички планирани, очаквани от управлението (мениджмънта) приходи и разходи за даден период от време , обикновено година, но не задължително календарна. Той може да бъде държавен, личен или семеен, фирмен и др.

## Държавен бюджет
Държавният бюджет е основното звено в рамките на консолидирания държавен бюджет. Той се приема със специален закон всяка година и в него се отразяват приходите и разходите на държавата. Това е хазната на държавата, в която постъпват като приходи средствата от основните корпоративни данъци, данъка върху консумацията, акцизите, митата, данъците върху доходите на физическите лица и др. От нея се изразходват средства за „издръжка на държавната администрация, отбраната и сигурността, съдебната власт, образованието, здравеопазването, културата, науката, социалните грижи и други разходи, включително за стопанската сфера, както и за изплащането на вътрешния и външния дълг на страната и на вноската на Република България в общия бюджет на Европейския съюз“. Групирането на приходите и разходите става по т.нар. единна бюджетна класификация, която се утвърждава от министъра на финансите. Между звената на консолидирания държавен бюджет, независимо че някои от тях са автономни, се извършва преливане на средства под различни форми. Обикновено това става от държавния бюджет към останалите звена и най-вече към бюджетите на общините. Ето защо държавният бюджет има важна роля за доброто функциониране на целия консолидиран държавен бюджет.
В държавния бюджет намират отражение няколко подбюджета – републиканския бюджет, бюджета на народното събрание, бюджета на съдебната власт.
Историята на възникване на бюджета в отделните страни е много интересна и пряко свързана с живота и особеностите в развитието на държавата и управлението на съответните общества.
Смята се, че първи наченки на бюджетоподобни практики се забелязват още в древна Гърция и Рим. При източнославянските племена началото се полага с образуването на първите племенни съюзи и княжества в периода – IV-VII век. Неминуемо бюджетът се свързва с възникването на държавата и нейното финансиране. През различните етапи в развитието на обществата попълването на хазната на владетеля се извършвала по различни начини.
В България първият бюджет е съставен след Освобождението на страната от османска власт и обхваща периода 1.03.1879 – 1.03.1880 г. По това време все още в България няма официално приета българска парична единица, затова той е съставен във френски франкове. Особеното е, че този бюджет има само разходна част. Бюджетът за периода 1881 – 1882 г. има приходна и разходна част.
Икономическите параметри на бюджета до голяма степен са свързани с икономическата програма на онази политическа сила, която е спечелила изборите и има правото да формира правителство. Ето защо бюджетът следва да се разглежда и в политически аспект. В епохата на централизирана икономика и планово стопанство бюджетът на държавата отразяваше икономическата програма на единствената политическа сила (в България от 1944 г. до 1989 г. това бе БКП). При парламентарно-демократична форма на държавно управление и пазарно стопанство, в което има множество партии или политически плурализъм, бюджетът на държавата е финансов израз на икономическата програма на политическата сила, която е спечелила изборите и има правото да формира правителство.
В правен аспект бюджетът в света се разглежда по два начина – като закон или като законодателен акт. Дали ще бъде определен по единия или по другия начин зависи от това кой от двата органа – законодателният или изпълнителният имат по-голяма сила. Бюджетът се определя като закон тогава, когато правомощията на законодателната власт (Народното събрание, Парламента, Сейма, Сената, Думата и др.) имат по-голяма сила от тези на изпълнителната власт (Министерския съвет). В България бюджетът се определя като закон, тъй като той се утвърждава със специален закон за държавния бюджет за съответната година и всички промени задължително се извършат след гласуване в Народното събрание, като преди това са обсъдени в комисията по бюджет и финанси към Парламента. Изпълнителната власт може да има препоръки, но те могат да се превърнат в задачи за изпълнение само след одобрението от Народното събрание.
Чрез бюджета цялата дейност на правителството се поставя под контрол. Бюджетът е средство за управление на финансовата икономика и има следните функции:
- Административно-контролна – изразява се с това, че чрез него (бюджета) парламентът осъществява контрол над дейността на министерствата
- Парламентарно-контролна – Чрез нея се въдворява ред в стопанския живот в страната.
- Икономическа и политическа – като втората се адаптира към стопанските събития в държавата.

Към видовете бюджет също може да добавим и:
- бюджет на министерствата;
- специфичен бюджет – за отделни звена;
- регионален;
- брутен и нетен бюджет.

С отделен бюджет са – съдебната власт, отбраната и здравеопазването.

### Закон за бюджета
Законът за устройство на държавния бюджет урежда цялата процедура по съставянето, приемането, изпълнението и отчитането на държвния бюджет на страната. Освен това той касае и отношенията между държавни бюджети и бюджети на общините. Само консолидирания бюджет включва и двете. Държавният бюджет обхваща приходите и разходите на държавата, за това се казва че е финансов план на държавата. В него намира концентриран израз политиката която води и има намерение да води правителството. Съставянето на бюджета е едно от основните предизвикателства пред всяка едно правителсто, защото то представлява намеренията и политиката на правителството. Приходите на държавата се делят на два вида – данъчни и неданъчни приходи, и се събират от данъкоплатците – физически или юридически лица. Поддържа още разходи за съдебна власт, отбрана, образование, култура и наука. След 2007 трябва да правим и вноска в бюджета на ЕС. Приходите и разходите се класират в т. нар. единна бюджетна класификация. Ние нямаме целеви подход (кои данъци за какви дейности).
Държавният бюджет включва в себе си три самостоятелни бюджета:
1. Републикански бюджет

- централен бюджет – вкл. тази част от републиканските приходи и разходи, които се извършват пряко от Министерски съвет (МС) или чрез делегирани от МС права на финансовия министър.
- бюджет на държавните органи (министерства, ведомства, комитети, агенции, комисии, конституционния съд и т.н.).
1. Бюджет на съдебната власт
2. Бюджет на парламента

Органите, които се разпореждат с разходите и имат права да ги осъществяват, се наричат разпоредители по бюджетни кредити. Те са два вида:
- първостепенни – председател на НС, висш съдебен съвет (за бюджетната власт), министри, някои ръководители на ведомства
- второстепенни – делегира съответните права

Устройствения закон за бюджета разглежда:
- съставяне на държавния бюджет
- обсъждане и приемане
- изпълнение
- отчет за изпълнението на бюджета

### Бюджетен процес
Бюджетен процес – бюджет на министерски съвет, изпраща се в НС от МС, а не от Министерство на финансите. Една от задачите на МФ е да разработи бюджетна прогноза за съответния период, закона предвижда да е 3-годишен период, като тази прогноза е на база на разработки на самото МФ, разработки на редица институции, наши и международни (МВФ, СБ). В основата на тази бюджетна прогноза е очакването на динамиката на БВП, ще има ли промяна в него, какво ще бъде нивото на цените, респ. инфлацията, каква да бъде политиката на доходите, безработицата, очакваните лихвени нива, очакванията на котировките на основните валути и т.н. Първо се прави очаквания за световната икономика, после за националната. На база на тези прогнози и на политиката на правителството, се правят указания до всички, които имат управление в съответните бюджети – казва се каква ще бъде средната, максималната заплата, безработицата и т.н. Исканията са три пъти повече от възможностите. Едно правителство трябва да има всички действия, които трябва да са извършени, и после да се определят разходите. Парламентът има специализирани комисии. Всяка комисия обсъжда бюджета на частта, в която е специализирана. Но три комисии гледат по-мащабно на нещата – правната комисия, по бюджет и финанси и икономическата комисия. Дава се определен срок, в който комисиите трябва да направят своите становища, когато комисиите обсъждат съответните части, те канят специалисти и се води дискусия и всяка една комисия е длъжна да изготви писмено становище и го праща в комисията по бюджета и финанси. След което бюджетът се внася на първо четене в пленарната зала и се гласува блок, като още тогава се дават становищата на отделните комисии. Ако се приеме бюджетът обикновено е в реда, в който е внесен. Дава се нов период, в който трябва вече съдържателно да са обсъдени всички предложения и изказвания и вече при второто четене започва същинското разглеждане на бюджета ред по ред и всички предложения се гласуват едно по едно. Когато се гласува бюджетът първо приходите, разходите, салдото, и като бъдат приети тези параметри се започва детайлно, дума по дума. И когато се гласува, публикува се в държавен вестник и приема силата на закон. Изпълнението на бюджета се възлага на Министерски съвет, т.е. той започва да дава указания за изпълнението на бюджета. Органът, който съблюдава стриктното изпълнение е Сметната палата.
Бюджетен акциз.
Бюджетната година съвпада с календарната. Първото тримесечие има много повече разходи от приходи и така се получават касови разходи в бюджета – несъответствие между приходи и разходи – покриват се когато правителството емитира ценни книжа – съкровищни бонове и облигации. След като еприключил даден бюджет се подготвя отчет за изпълнение на бюджета и парламента прави оценки, има ли отклонения, виновни, каква политическа цена трябва да се понесе за това че има неизпълнение в бюджета. За това доклада на Сметната палата е толкова важен.

### Централни и местни бюджети
Централните бюджети са на национално, централно равнище, които обхващат финансовите планове на националните органи на управление, министерства, съдебната система, общественото осигуряване, и др.
Местните бюджети засягат приходите и разходите на местно, териториално равнище и се отнасят до бюджетите на републики, щатове, области, окръзи, общини, кметства. Структурата на местните бюджети е в непосредствена връзка с териториалното делене и структура в страната. В България в последните двадесетина години стремежът е местните бюджети да бъдат автономни, като за целта се прилага принципът на фискалната децентрализация.
Общините са автономни да правят своите бюджети, така че те се разработват от общинската администрация под ръководството на кмета, и после се дискутира от общинския съвет. Дават се указания по разработването на бюджета. Разработват се различни варианти. Започват да се дискутират януари-февруари, дори март. Правят се по-късно от държавните бюджети защото много от общините разчитат на средства от държавния бюджет. Полага се много труд за т. нар. финансова децентрализация – т.е. да се даде повече власт, но понеже има дейности, за които носи отговорност държавата по конституция, т.нар. държавни дейности в областта на здравеопазването, образованието, соц. дело, култура – действия, които държавата е делегирала да бъдат изпълнявани от общините, и именно за тях държавата трябва да осигури финансирането им. Проблем е остойностяването на делегирането. Има стандарти – за издръжка на един ученик, на ч легло и т.н. Чрез държавния бюджет се делегират тези дейности. И понеже общините са различни от държавния бюджет към бюджета на общините има няколко трансфери:
1. обща субсидия – субсидията, която трябва да покрие делегираните от държавата дейности – остойностява се на общината колко струва образованието, здравеопазването, социална дейност и т.н. Ако на една община остойностените дейности са за 50 единици, изчислява се какви ще бъдат постъпленията в общината от данъка на дохода на населението. Той е един от т.нар. преотстъпени данъци. Преотстъпва се на общината тази част, която трябва да осигури постъпленията. Обща субсидия – дава се от бюджета, допълва, ако някъде преотстъпения данък в общ доход е недостатъчен да покрие делигираните дейност.
2. Изравнителна субсидия – всички общини, които имат общи приходи под средните за страната получават изравнителна субсидия, за да може да се намали този дисбаланс във финансовите възможности на общините.
3. Изграждане на пътната мрежа и снегопочистване
4. Целева субсидия за капиталови разходи, в това число има отделно колко са за екологични проекти и за други цели. Например да се ремонтира училище, болница и т.н. Има пълен списък за всяка община. Този трансфер е доста голям от бюджета към този на общините.

От ДБ има трансфер към националния осигурителен институт и към бюджета на националната каса.